# Senado da Província de Buenos Aires
O Senado da Província de Buenos Aires é uma das duas câmaras que formam a Assembleia Legislativa da Província de Buenos Aires, a outra sendo a Câmara dos Deputados. Criado através da Constituição Provincial de 1854, importantes figuras políticas argentinas passaram pela câmara.  
Cada uma das oito seções eleitorais da província elege um número de senadores proporcionais aos seus habitantes, que devem se ajustar aos resultados de cada censo realizado a cada 10 anos, podendo diminuir ou aumentar o número de lugares para cada distrito.
O mandato dos senadores é de quatro anos. Eleições para o Senado ocorrem a cada dois anos, para a renovação de metade das posições. Os senadores representam diretamente o povo de cada seção eleitoral. Sua eleição é realizada através do sistema de quociente eleitoral com variantes particulares. 
O Senado Bonaerense é presidido pelo Vice-Governador da Província de Buenos Aires, mas como esse não é um senador, possui o direito de voto somente em casos de empate.

## Presidentes
Desde o fim da Ditadura Militar, o Senado Provincial de Buenos Aires contou com os seguintes presidentes:
| Nome                  | Afiliados               | Período         |
| --------------------- | ----------------------- | --------------- |
| Elva Roulet           | Unión Cívica Radical    | 1983 - 1987     |
| Luis María Mcaya      | Partido Justicialista   | 1987 - 1991     |
| Rafael Romá           | Partido Justicialista   | 1991 - 1999     |
| Felipe Solá           | Partido Justicialista   | 1999 - 2002     |
| Alejandro Corvatta    | Partido Justicialista   | 2002 - 2003     |
| Graciela Giannettasio | Frente para la Victoria | 2003 - 2007     |
| Alberto Balestrini    | Frente para la Victoria | 2007 - 2011     |
| Gabriela Mariotto     | Frente para la Victoria | 2011 - 2015     |
| Daniel Salvador       | Cambiemos               | 2015 - presente |

## Qualificações
Segundo o Artigo LXXVI da Constituição Provincial, para ser senador em Buenos Aires, é necessário ter no mínimo trinta anos de idade e não ocupar qualquer cargo público na província ou na nação. Para os que não nasceram na província é necessário residir a um ano; os argentinos naturalizados devem ter obtido a cidadania há no mínimo cinco anos.

## Atribuições
É de responsabilidade exclusiva do Senado julgar publicamente os processos aprovados pela Câmara dos Deputados. Se o acusado for o governador ou o vice-governador da província,  o Presidente do Supremo Tribunal Provincial presidirá a sessão, não tendo direito a voto. 
O Senado deve aprovar as nomeação feitas pelo Executivo para os cargos de juízes e funcionários superiores.

## Composição atual
A atual composição do Senado Provincial de Buenos Aires: 
| Afiliação                               | Membros | Posição      |
| --------------------------------------- | ------- | ------------ |
| Cambiemos                               | 16      | Governo      |
| Partido Justicialista                   | 9       | Oposição     |
| Frente Renovador                        | 9       | Independente |
| Frente para la Victoria                 | 8       | Oposição     |
| Justicialismo Bonaerense                | 2       | Oposição     |
| Generación para el Encuentro Nacional   | 1       | Independente |
| Partido Justicialista - Nestor Kirchner | 1       | Oposição     |

| Primeira Seção Eleitoral             | Primeira Seção Eleitoral | Primeira Seção Eleitoral | Primeira Seção Eleitoral |
| Senador (a)                          | Afiliação                | Distrito                 | Mandato                  |
| ------------------------------------ | ------------------------ | ------------------------ | ------------------------ |
| Alejandro Urdampilleta               | Partido Justicialista    | Merlo                    | 2013 - 2017              |
| Fernando Adrián Moreira              | Partido Justicialista    | General San Martín       | 2013 - 2017              |
| Jorge Alberto D'Onofrio              | Frente Renovador         | San Isidro               | 2013 - 2017              |
| Lorena Felisa Micaela Ferraro Medina | Frente Renovador         | Tigre                    | 2013 - 2017              |
| María Fernando Campo                 | PJ - Nestor Kirchner     | Ituzaingó                | 2015 - 2019              |
| Monica Fernanda Macha                | Frente para la Victoria  | Moron                    | 2013 - 2017              |
| Roque Antonio Cariglinio             | Justicialismo Bonaerense | Malvinas Argentinas      | 2013 - 2017              |
| Sebastian Galmarini                  | Frente Renovador         | San Isidro               | 2013 - 2017              |

| Segunda Seção Eleitoral  | Segunda Seção Eleitoral | Segunda Seção Eleitoral    | Segunda Seção Eleitoral |
| Senador (a)              | Afiliação               | Distrito                   | Mandato                 |
| ------------------------ | ----------------------- | -------------------------- | ----------------------- |
| Cecilia Loreno Comerio   | Frente para la Victoria | San Nicolás de los Arroyos | 2015 - 2019             |
| Elisa Beatriz Carca      | Cambiemos               | San Nicolás de los Arroyos | 2015 - 2019             |
| Julio Marcelo Dileo      | Cambiemos               | San Nicolás de los Arroyos | 2015 - 2019             |
| Marcelo Antonio Pacifico | Cambiemos               | Pergamino                  | 2015 -2019              |
| Sergio Alejandro Berni   | Frente para la Victoria | Zárate                     | 2015 - 2019             |

| Terceira Seção Eleitoral   | Terceira Seção Eleitoral | Terceira Seção Eleitoral | Terceira Seção Eleitoral |
| Senador (a)                | Afiliação                | Distrito                 | Mandato                  |
| -------------------------- | ------------------------ | ------------------------ | ------------------------ |
| Ada Maria Magdalena Sierra | Frente para la Victoria  | Avallaneda               | 2015 - 2019              |
| Daniel Horacio Barrera     | Partido Justicialista    | La Matanza               | 2015 - 2019              |
| Dario Hugo Diaz Perez      | Partido Justicialista    | Lanús                    | 2015 - 2019              |
| Eduardo Orlando Schiavo    | Cambiemos                | Quilmes                  | 2015 - 2019              |
| Fernando Gabriel Carballo  | Frente Renovador         | Magdalena                | 2015 - 2019              |
| José Luis Pallares         | Frente Renovador         | Lanús                    | 2015 -2019               |
| Maria Lorena Petrovich     | Cambiemos                | Lanús                    | 2015 - 2019              |
| Santiago Carreras          | Frente para la Victoria  | Lomas de Zamorra         | 2015 - 2019              |
| Walter Daniel Lanaro       | Cambiemos                | Ituziangó                | 2015 - 2019              |

| Quarta Seção Eleitoral    | Quarta Seção Eleitoral                | Quarta Seção Eleitoral | Quarta Seção Eleitoral |
| Senador (a)               | Afiliação                             | Distrito               | Mandato                |
| ------------------------- | ------------------------------------- | ---------------------- | ---------------------- |
| Hernan Ignacio Albisu     | Frente Renovador                      | Trenquen Lauquen       | 2013 - 2017            |
| Gustavo Gabriel De Pietro | Cambiemos                             | Alberti                | 2013 - 2017            |
| Malema Baro               | Frente Renovador                      | Junín                  | 2013 - 2017            |
| Norberto Amilcar Garcia   | Partido Justicialista                 | Chivilcoy              | 2015 - 2019            |
| Omar Foglia               | Generación para un Encuentro Nacional | Carlos Cesares         | 2013 - 2017            |
| Patricio Antonio García   | Partido Justicialista                 | Florentino Amenghino   | 2013 - 2017            |
| Roberto Raul Costa        | Cambiemos                             | EScobar                | 2013 - 2017            |

| Quinta Seção Eleitoral   | Quinta Seção Eleitoral  | Quinta Seção Eleitoral | Quinta Seção Eleitoral |
| Senador (a)              | Afiliação               | Distrito               | Mandato                |
| ------------------------ | ----------------------- | ---------------------- | ---------------------- |
| Carlos Alberto Fernández | Cambiemos               | Tandil                 | 2013 - 2017            |
| Gabriel Leandro Pampin   | Frente Renovador        | General Pueyrredón     | 2013 - 2017            |
| Gervásio Bozzano         | Frente para la Victória | Maipú                  | 2013 - 2017            |
| Juan Esteban Curuchet    | Partido Justicialista   | General Pueyrredón     | 2013 - 2017            |
| Patricio Hogan           | Frente Renovador        | General Alvarado       | 2013 - 2017            |

| Sexta Seção Eleitoral         | Sexta Seção Eleitoral   | Sexta Seção Eleitoral | Sexta Seção Eleitoral |
| Senador (a)                   | Afiliação               | Distrito              | Mandato               |
| ----------------------------- | ----------------------- | --------------------- | --------------------- |
| Federico Esteban Susbielles   | Frente para la Victória | Bahía Blanca          | 2015 - 2019           |
| Horacio Luis Lopez            | Cambiemos               | Puan                  | 2015 - 2019           |
| Jose Andres De Leo            | Cambiemos               | Bahía Blanca          | 2015 - 2019           |
| Juan Manuel Pignocco          | Frente para la Victoria | Puan                  | 2015 - 2019           |
| Julieta Maria Centeno Lascano | Cambiemos               | Bahía Blanca          | 2015 - 2019           |
| Nídia Morano                  | Cambiemos               | Bahía Blanca          | 2015 - 2019           |

| Sétima Seção Eleitoral   | Sétima Seção Eleitoral   | Sétima Seção Eleitoral | Sétima Seção Eleitoral |
| Senador (a)              | Afiliação                | Distrito               | Mandato                |
| ------------------------ | ------------------------ | ---------------------- | ---------------------- |
| Carlos Afonso Coll Areco | Justicialismo Bonaerense | San Miguel             | 2013 - 2017            |
| Carolina Szelagowski     | Partido Justicialista    | Olavarría              | 2013 - 2017            |
| Hector Luis Vitale       | Partido Justicialista    | Olavarría              | 2013 - 2017            |

| Oitava Seção Eleitoral | Oitava Seção Eleitoral | Oitava Seção Eleitoral | Oitava Seção Eleitoral |
| Senador (a)            | Afiliação              | Distrito               | Mandato                |
| ---------------------- | ---------------------- | ---------------------- | ---------------------- |
| Elena Pilar Ayllon     | Cambiemos              | La Plata               | 2013 - 2017            |
| Gabriel Bernardo Gonzo | Cambiemos              | La Plata               | 2013 - 2017            |
| Juan Pablo Alan        | Cambiemos              | La Plata               | 2013 - 2017            |